# Axel Nehrman
Axel Emil Nehrman, född 11 september 1868 i Bäckseda församling, död 1 juni 1931 på Uppsala hospital, var en svensk student som i sinnesförvirrat tillstånd stack ihjäl sjuksköterskan Ella von Düben i Gränna den 5 maj 1901. Han var bror till Hjalmar Nehrman och John Nehrman.

## Biografi
Nehrman var son till kronofogden Carl Gustaf Nehrman och Johanna Carolina Wickbom. Han studerade vid Växjö högre allmänna läroverk från 1885 och avlade studentexamen 1889, varefter han i september samma år skrevs in vid Lunds universitet och Smålands nation för att studera juridik. Hans avsikt var att avlägga hovrättsexamen och han avlade juridisk preliminärexamen 14 maj 1890. Därefter tycks dock hans studier ha kört fast, något som i kombination med faderns snålhet och en böjelse för religiösa grubblerier ledde till att hans psykiska hälsa förföll. 1893 fick han "ett anfall af våldsamhet" med förstörelsemani och tvangs därför avbryta sina studier, varefter han vistades på ett antal olika privata vårdanstalter. 

## Mordet på Ella von Düben

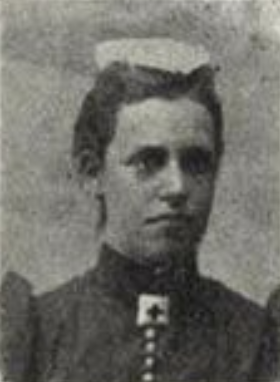
Ella von Düben i Hvar 8 dag, den 19 maj 1901.

1901 vårdades Nehrman på friherrinnan Augusta von Dübens vårdanstalt i Gränna. Då han en dag kände att ett våldsutbrott var nära förestående hade Nehrman på egen begäran belagts med fotbojor och dessutom bundits fast i sin säng med lakanet. Två man hade avdelats för att vakta honom. Den 5 maj 1901 var emellertid en söndag och vakterna, som var klockare, var därför tvungna att avlägsna sig för att ringa i kyrkklockorna vid gudstjänsten. Detta innebar att endast friherrinnan von Dübens döttrar, som arbetade som sköterskor på sin mors anstalt, kunde stå vakt över Nehrman när hans anfall inleddes. Klockan två på dagen slet Nehrman sönder sitt täcke, gav Isabella (Ella) von Düben – en av döttrarna – ett knytnävsslag och gick till anstaltens kök, där han beväpnade sig med en kniv och skar av sig fotbojorna. Från köket tog han sig ut på verandan, utdelade ett dödande knivhugg mot Ella von Düben och försökte därefter döda även resterande vårdare på anstalten. Dessa hade dock lyckats barrikadera sig i kökets förstuga och var sålunda i skydd. Istället rusade Nehrman ut på Grännas gator och försökte hugga ner så många som möjligt med resultatet att ytterligare fem personer skadades lindrigt. Nehrman kunde till slut infångas utanför staden av två personer som beväpnat sig med störar. Nehrman förpassades omedelbart efter infångandet till Eksjö lasarett.
Från Eksjö skickades han vidare till Uppsala hospital, där han kom att tillbringa resten av sitt liv. Under sin tid i Uppsala var Nehrman något av en mönsterpatient, även om hans sinnesförvirring och våldsamhet återkom i skov. Mellan dessa fick han dock vad som närmast skulle kunna kallas frigång; han fick promenera ensam i asylens omgivningar och tilläts till och med att cykla in till Uppsala för att köpa tidningen. Han var intresserad av sport och åkte skidor samt spelade tennis och biljard. Under sin första tid i Uppsala hände det även att han spelade schack med medpatienten Gustaf Fröding. Utöver sport var han även kulturellt intresserad och sysslade med måleri och musik. Han arbetade även i anstaltens bokbinderi. Nehrman var inte heller helt isolerad från sin familj. Han besökte brodern Hjalmar flera gånger – av allt att döma utan incident – och tycks ha tagit dennes död 1930 särskilt hårt, med depression och ångest som följd. Den sista tiden i livet sov Nehrman dåligt, var orolig och tiggde sömnmedel och lugnande medel. Han begick självmord genom hängning från sänggaveln i sitt rum natten till den 1 juni 1931 med en snara gjord av sänglinnet. Nehrman begravdes på Uppsala gamla kyrkogård.